# Galium cliftonsmithii
Galium cliftonsmithii là một loài thực vật có hoa trong họ Thiến thảo. Loài này được (Dempster) Dempster & Stebbins mô tả khoa học đầu tiên năm 1965.